# Seafoam McDuck
Seafoam McDuck (No Brasil Capitão Mac Patinhas ou Capitão McPato) é um personagem fictício do Universo Disney. Ele é um ancestral do Tio Patinhas sendo da segunda geração da Família Pato. Apareceu pela primeira vez em uma história de Carl Barks intitulada "O Naufrágio do Ganso Dourado" (The Horseradish Story no original). A história do personagem foi expandida por Don Rosa, que também criou as 3 únicas histórias em que o Capitão tem uma aparição física.
Ele nasceu na Escócia em 1710. Estabeleceu-se em Glasgow em 1727 e começou a viver do mar. Teve muito sucesso e comprou seu próprio navio, chamado de "Ganso Dourado". Ficou rico transportando mercadorias entre o Reino Unido e as Índias Ocidentais.
Em 1753 sua sorte mudou. Assinou um contrato com Patif MacScroque para entregar um baú cheio de rabanetes na Jamaica. Três semanas depois seu navio afundou com o baú antes de atingir a Jamaica. Foi sabotagem do próprio Swidle. Quando retornou a Escócia, descobriu que o seu contrato tinha umas letras miúdas que diziam que se houvesse alguma falha na entrega do baú, todos os seus pertences iriam parar no nome de Patif. O Capitão só ficou com a roupa do corpo, seu relógio de bolso de prata e seus dentes de ouro na boca. Patif também os queria mas o Capitão MacPatinhas fugiu.
A única coisa que se sabe depois do ocorrido foi que morreu em 1776, com 66 anos. Presume-se que esteve envolvido na Revolução Americana. Seu descendente Quagmire McDuck herdou o relógio de prata, conhecido com o nome de "o relógio relíquia".
O Capitão Mac Patinhas apareceu em DuckTales (1987) com uma aparência diferente e que mais se assemelha ao Tio Patinhas no episódio "Caixa Alta em Baixa". Seu fantasma faz uma pequena aparição no episódio "O Segredo do Castelo MacPato" do reboot de 2017.

## Nomes em outros idiomas
- Alemão: Käpt'n David Fürchtegott Duck
- Dinamarquês: Havskum von And
- Espanhol: Foca McPato
- Finlandês: Julius MacAnkka
- Francês: Kenneth Picsou
- Grego: Κάπταιν Φουρτούνας Μακ Ντακ
- Holandês: Dorus Duck
- Inglês: Seafoam McDuck
- Italiano: Capitan Hugh de Paperoni
- Norueguês: Kaptein Skrue
- Polonês: Zgryzik McKwacz
- Sueco:Havbard von Anka